# سور سخن
«سورْ سُخَن» رسالهٔ کوچکِ منحصربه‌فردی به زبان فارسی میانه، دربارهٔ ضیافت درباری ساسانیان است که الگویی از دعای سپاس بر سر سفرهٔ مهمانی را به دست می‌دهد. در آن آداب سپاس‌گزاری از اورمزد، امشاسپندان، ایزدان گوناگون (مهر، سروش، رشن، بهرام، وای، اشتاد)، میزبان و نیز دعا و ثنا به بزرگان—که بر حسب رتبه و جایگاهشان نام برده شده‌اند— از شاه گرفته تا ولیعهد، وزیر بزرگ، اسپهبدان نواحی چهارگانه (خوراسان، خوروران و نیمروز) [به‌جز ناحیۀ شمال که در آئین زردشتی جایگاه اهریمن و دیوان است]، رئیس داوران کشور، اندرزبِد (مشاور) مغان، هزاربَد و در آخر مجری آیین دَرون آمده‌است. پس از آن، دعا برای کشور ایران، میزبان و سرانجام سپاس‌گزاری از اورمزد، امشاسپندان، طبقات چهارگانهٔ اجتماعی، سه آتش مقدّس (آذرفَرنَبَغ، آذرگُشنَسپ، آذر بُرزین‌مِهر)، خوانسالاران، خنیاگران، دربانان و خود میزبان ذکر شده‌است. متن با سخنان تشکرآمیز گوینده، همراه با تعارفات مرسوم، خطاب به میزبان به پایان می‌رسد. ذکر اسپهبدان چهارگانه که در نتیجهٔ اصلاحات نظامی قباد یکم و خسرو اول منصوب شدند، نشان می‌دهد که این رساله در زمان ساسانیان و بین قرن ششم و هفتم میلادی نوشته شده‌است. متن آن در مجموعهٔ متون پهلوی به چاپ رسیده و تاوادیا نیز بار دیگر آن را تهذیب و به انگلیسی ترجمه کرده‌است. این متن به فارسی نیز ترجمه شده‌است.